# Akuyaku Reijō Tensei Oji-san
Akuyaku Reijō Tensei Oji-san (悪役令嬢転生おじさん lit. El hombre de mediana edad que reencarnó como una villana?), también conocida como From Bureaucrat to Villainess: Dad's Been Reincarnated! o From Bureaucrat to Villainess, es una serie de manga japonesa escrita e ilustrada por Michiro Ueyama. Ha sido serializado en la revista Young King Ours GH de Shōnen Gahōsha desde el mes de marzo de 2020, con sus capítulos recopilados en seis volúmenes tankōbon a partir de enero de 2024. Una adaptación al anime de Ajia-do Animation Works se estrenó en enero de 2025.

## Sipnosis
Después de haber recibido un accidente automovilístico al tratar de salvar a un niño de ser atropellado por un camión, el oficinista asalariado Kenzaburō Tondabayashi de 52 años se despierta en un mundo de fantasía, sólo para descubrir que había sido renacido como Grace Auvergne, la hija del Duque de Auvergne y más aún, la villana del videojuego otome Magical Academy: Love & Beast, el juego favorito de su hija que solía jugarlo con dedicación. Sin querer entrometerse en los finales felices de los jóvenes personajes a su alrededor, Grace se propone a cumplir el rol de villana.
Cuando ella misma lo intenta, los recuerdos de su vida pasada como Kenzaburō siendo un padre afectuoso se interponen o no es capaz de recordar correctamente los nombres extranjeros, lo que ella hace dar cuenta que las cosas son mucho más difíciles de lo que esperaba.

## Personajes
Kenzaburo Tondabayashi (屯田林 憲三郎 Tondabayashi Kenzaburō?)
 Seiyū: Kazuhiko Inoue
Un ordinario asalariado de 52 años del Japón moderno. Después de salvar la vida de un niño de ser atropellado por un camión, se encuentra reencarnado en el videojuego del juego otome favorito de su hija, Magical Academy: Love & Beast, como la villana del juego, Grace Auvergne. A pesar de conocer al personaje de la villana durante su juventud, no está familiarizado con el género otome. En cambio, usa sus habilidades de toda la vida como asalariado y padre para avanzar en la historia del juego, sin darse cuenta de que está cambiando la trama del juego de manera diferente. Gracias a la habilidad cheat, "Elegance Boost", cualquier acción física que haga como Grace resulta elegante. En el mundo real, Kenzaburo todavía está vivo, pero ha caído en coma, sin saber que sus acciones en el mundo del juego están siendo observadas por su esposa e hija.
Grace Auvergne (グレイス・オーヴェルヌ Gureisu Ōverunu?)
 Seiyū: Mao Ichimichi
La villana del juego Magical Academy: Love & Beast, cuyo cuerpo ha sido poseído por Kenzaburo. En el juego, Grace es la rival de Anna, quien la trata con crueldad debido a su origen plebeyo. Como resultado de la influencia de Kenzaburo, Grace es mucho más agradable y amigable para sorpresa de todos los que la conocían. En lugar de ser la rival de Anna, Grace se convierte en su amiga y mentora.
Anna Doll (アンナ・ドール Anna Doru?)
 Seiyū: Akira Sekine
La protagonista principal del videojuego Magical Academy: Love & Beast. Debido a las acciones de Kenzaburo, que trata a Anna como una hija en lugar de una villana, ella y Grace se convierten en amigas en lugar de rivales.
Hinako Tondabayashi (屯田林 日菜子 Tondabayashi Hanako?)
 Seiyū: Tomoyo Kurosawa
La única hija de Kenzaburo. Es considerada una orgullosa otaku como sus padres y la primera en descubrir que su padre ahora es la villana Grace en su videojuego favorito.
Mitsuko Tondabayashi (屯田林 美津子 Tondabayashi Mitsuko?)
 Seiyū: Takako Honda
La esposa de Kenzaburo y madre de Hinako. Al igual que su esposo y su hija, ella también es una otaku y la segunda persona en enterarse de que su esposo está en el videojuego favorito de su hija.
Virgile Vierge (ヴィルジール・ヴィエルジ Virujīru Vieruji?)
 Seiyū: Kaito Ishikawa
El príncipe heredero, presidente del consejo estudiantil y prometido de Grace. En el juego, era uno de los intereses amorosos de Anna.
Richard Verseau (リシャール・ヴェルソー Rishāru Verusō?)
 Seiyū: Yūichirō Umehara
El vicepresidente del consejo estudiantil.
Auguste Lion (オーギュスト・リオン Ōgyusuto Rion?)
 Seiyū: Ryōta Suzuki
El jefe de la división de seguridad del consejo estudiantil.
Pierre Gemeaux (ピエール・ジェモー Piēru Jemō?)
 Seiyū: Takuma Nagatsuka
El secretario del consejo estudiantil y el ayuda de cámara de Virgile.
Lambert Balance (ランベール・バランス Ranbēru Baransu?)
 Seiyū: Seiichirō Yamashita
El tesorero del consejo estudiantil.
Lucas Vierge (リュカ・ヴィエルジ Ryuka Vieruji?)
 Seiyū: Aoi Koga
Hermano menor de Virgile y segundo príncipe del reino.
Leopold Auvergne (レオポルド・オーヴェルヌ Reoporudo Ōverunu?)
 Seiyū: Akio Ōtsuka
El padre de Grace. Se desempeña como Ministro de Finanzas del reino.
Josette (ジョゼット Jozetto?)
 Seiyū: Yū Sasahara
Una chica gata y aprendiz de sirvienta en la casa de Grace.
Francette Mercure (フランセット・メルキュール Furansetto Merukyūru?)
 Seiyū: Yūki Kuwahara
Miembro del club de teatro. En el juego original, era la mejor amiga de Anna en la escuela, pero ese papel lo asumió Grace.
Garnet (ガーネット Gānetto?)
 Seiyū: Yuna Kamakura
Una semielfa y profesora de magia en la academia de Grace y Anna.
Director (学園長 Gakuenchō?)
 Seiyū: Hōchū Ōtsuka
Un poderoso mago y director de la escuela.

## Medios

### Manga
Escrito e ilustrado por Michiro Ueyama, Akuyaku Reijō Tensei Oji-san comenzó en la revista de manga seinen Young King Ours GH de Shōnen Gahōsha el 16 de marzo de 2020. Shōnen Gahōsha ha recopilado sus capítulos en volúmenes individuales tankōbon. El primer volumen se publicó el 16 de diciembre de 2020.

#### Lista de volúmenes
| N.º | Fecha de lanzamiento    | ISBN original          |
| --- | ----------------------- | ---------------------- |
| 1   | 16 de diciembre de 2020 | ISBN 978-4-7859-6827-4 |
| 2   | 2 de agosto de 2021     | ISBN 978-4-7859-6968-4 |
| 3   | 5 de abril de 2022      | ISBN 978-4-7859-7114-4 |
| 4   | 28 de diciembre de 2022 | ISBN 978-4-7859-7308-7 |
| 5   | 5 de junio de 2023      | ISBN 978-4-7859-7406-0 |
| 6   | 4 de enero de 2024      | ISBN 978-4-7859-7578-4 |
| 7   | 5 de agosto de 2024     | ISBN 978-4-7859-7578-4 |

### Anime
En enero de 2024, se anunció que el manga recibiría una adaptación al anime. Está animada por Ajia-do Animation Works y dirigida por Tetsuya Takeuchi, con la composición de la serie de Shingo Irie, los diseños de personajes de Haruka Matsunae, los diseños de monstruos de Yuki Miyamoto y la música compuesta por Natsumi Tabuchi, Misaki Tsuchida, Tsugumi Tanaka, Reiko Abe y Kaho Sawada. La serie se estrenará en enero de 2025 en el bloque de programación Super Animeism Turbo en las afiliadas de JNN, incluidas MBS y TBS. El tema de apertura es "Choose!!!" interpretado por Cider Girl, mientras que el tema final es "Matsuken Samba II" (マツケンサンバII?) interpretado por Kazuhiko Inoue y Mao Ichimichi como sus respectivos personajes. Sentai Filmworks obtuvo la licencia de la serie para su transmisión en HIDIVE. Muse Communication obtuvo la licencia de la serie en el sudeste asiático y el sur de Asia.

## Recepción
En 2020, el manga fue nominado a la sexta edición de los Next Manga Awards y quedó en cuarto lugar entre 50 nominados con 17.633 votos.